# Ся (энклитика)

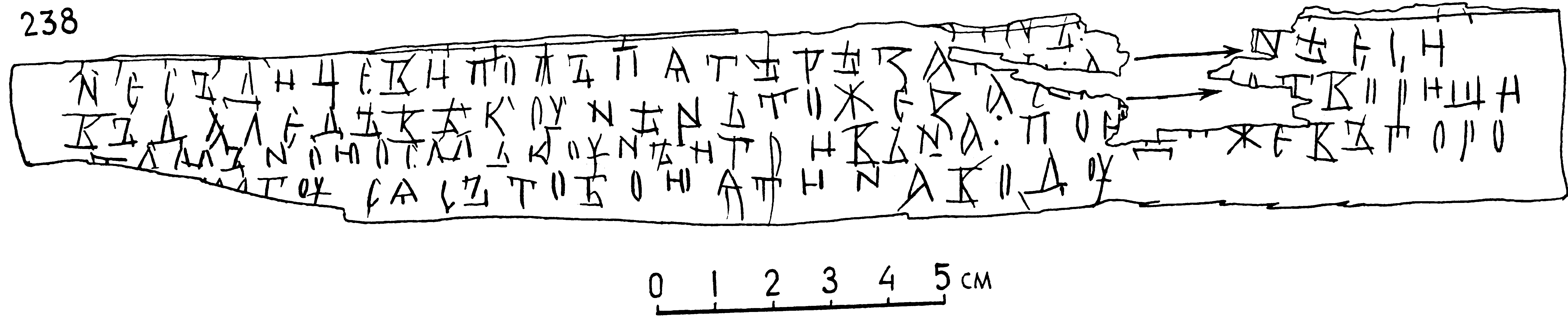
Берестяная грамота № 238
могоу сѧ съ тобою ѧти на водоу
Возвратный инфинитив — один из самых характерных примеров дистантной препозиции энклитики ся

ся (сѧ) — одна из энклитик в древнерусском языке, возвратное местоимение. В отличие от других древнерусских энклитик ваккернагелевского типа, в раннедревнерусский период (XI—XII века) в живой речи энклитика ся могла находиться как перед глаголом, к которому относилась (препозиция), так и после него (постпозиция). Позднее (в XIII—XV веках) в древнерусском языке начинается ослабление действия закона Ваккернагеля, вследствие чего усиливается тенденция к постпозиции ся. В этот же переходный период в памятниках письменности возникает двойное ся (и перед глаголом, и после него). Позднее XV века препозиция ся исчезает практически полностью, и ся превращается из энклитического возвратного местоимения в современный возвратный постфикс.

## Эволюция расположенияся
Наиболее полно закон Ваккернагеля в древнерусском языке выполнялся в живой речи. Письменные источники испытывали существенное влияние церковнославянской нормы, поэтому в подавляющем большинстве случаев ся ставилось после глагола. Наиболее точно отражают живую речь новгородские берестяные грамоты, также близко́ к ней изложение прямой речи светских лиц в летописях. Так, Ипатьевская летопись (XII век) в отношении позиции ся может быть разделена на две части — прямая речь светских лиц с одной стороны, прямая речь служителей церкви и собственная речь летописца — с другой. При этом в прямой речи светских лиц препозиция ся встречается существенно чаще, чем в прямой речи служителей церкви и собственной речи летописца. Например, во фразах, начинающихся с местоимения, для которых препозиция ся наиболее характерна, препозиция употреблена в 81 % фраз в прямой речи светских лиц против 12 % фраз в прямой речи церковных лиц и собственной речи летописца.
В XI—XII веках в живой речи положение ся определяется законом Ваккернагеля. В берестяных грамотах XI — начала XIII веков на препозицию приходится около 50 % всех случаев употребления ся. В более поздний период (XIII—XV века) появляется тенденция к постановке ся после глагола, что говорит о заметном сужении сферы действия закона Ваккернагеля и о тенденции к более широкому использованию факультативных ритмико-синтаксических барьеров; в берестяных грамотах этого периода на препозицию приходится около 29 % всех случаев употребления ся. После XV века препозиция в нецерковных источниках практически исчезает, а ся из энклитического местоимения превращается в возвратный постфикс. Так, в «Задонщине» (XVI век) препозиция встречается всего один раз, в «Повести о взятии Царьграда турками» — четырежды. Более значительное влияние старой нормы заметно лишь в некоторых памятниках этого периода, таких, как «Хождение за три моря» Афанасия Никитина.
В церковных источниках препозиция ся в старославянских и церковнославянских памятниках встречается редко (2,7 % случаев в Мариинском евангелии, 2,3 % — в Путятиной минее) и эта тенденция сохраняется до XV века.
Таким образом, берестяные грамоты и старославянские и подобные им тексты полярны в отношении расположения энклитики ся, остальные памятники располагаются между ними.
Во всём корпусе источников наблюдается максимум препозиции ся в XI—XII веках, в наиболее древний и относительно поздний период отмечаются минимумы.

## Препозиция и постпозициясяв живой речи
Препозиция и постпозиция ся в живой речи в древнерусском языке определяется структурой группы возвратной глагольной формы и её грамматической формой. В зависимости от этого варианты препозиции и постпозиции могут быть разделены на несколько разрядов.
1. В случае, если фраза начинается с глагола в неинфинитивной форме или с проклитики, за которой следует такой глагол, обязательна постпозиция: то растѣкашется мыслію по древу (проклитика то плюс глагол); бишася день, бишася другый[6].
2. Для фраз, начинающихся с инфинитива, в живой речи характерна препозиция: Могоу сѧ съ тобою ѧти на водоу[7]; Нѣ льзѣ ми сѧ с тобою рѧдити[8].
3. Наиболее характерна препозиция ся для фраз, начинающихся с местоимения: а въ томь ми сѧ не исправилъ въ борзѣ[9]; тобѣ сѧ оуже не ворочати, ни мнѣ[10].
4. При начальном знаменательном слове в живой речи преобладает препозиция, причём более характерна она для фраз, начинающихся с подлежащего: а ныне сѧ дроужина по мѧ пороучила[11]; рѣкы ся смерзывають[12]. Однако в случае факультативного ритмико-синтаксического барьера после первой тактовой группы фразы возможна и постпозиция: с людми оутвердисѧ[13]; а вьжники творѧшесѧ въдавоше Собыславоу цетыри гривне[14]. Наличие факультативного барьера и как следствие — препозиции или постпозиции ся определялось тем, придавал ли говорящий какой-либо особый вес начальной тактовой группе.
5. В случае если фраза начинается с союза или иной проклитики, она притягивает к себе энклитики и образуется проклитико-энклитический комплекс с препозицией ся: оти сѧ соцете со мною[15].
6. В случае двучленной начальной составляющей фразы нормой является постпозиция ся: ваше борт(н)ико окралосѧ первы (ваша пасека обокрадена первой)[16]; того всего каюсѧ (ср. а того сѧ каю в конструкции с одночленной начальной составляющей)[12]. Однако в очень редких случаях может встречаться также и препозиция: зѧть си сѧ король кланяет (зять-король тебе кланяется)[10]; съ гроубою сѧ чадью пьрѣхъ[17]. Норма с препозицией ся в этом случае полностью соответствует закону Ваккернагеля, однако её вытеснение началось очень рано и она практически не встречается уже в памятниках XI—XII веков[18].
7. Если фраза начинается с нечленного причастия, преобладает постпозиция: «а со мною не спрошався»[19], однако в наиболее древних памятниках представлена и препозиция: то из оцью бы сѧ вытьрьго притькль[20].
8. Во фразах, начинающихся с супинов и причастий в членной форме обязательна постпозиция: крѣпко бившимъся, ѣдем битъсѧ.

В очень ранних памятниках также изредка встречаются примеры, когда одна энклитика ся относится к двум однородным глаголам: то никтоже вас не может вредитися и оубити (повредиться и убиться); несть отъ насъ ни единого о небесьныихъ тщащася и подвизающа.

## Двойноеся
Двойное ся — случаи, когда ся пишется дважды — и в препозиции, и в постпозиции. Это явление характерно для переходного периода (в древнерусском языке — в основном XV—XVI века), когда закон Ваккернагеля уже не действует, а новая норма ещё не сформировалась. Однако двойное ся в письменных источниках встречается редко (0.4 % случаев в источниках XV—XVI веков). В грамотах же (как берестяных, так и пергаментных), оно встречается начиная со второй половины XIV века: мнѣ сѧ неможетсѧ. Также встречается двойное ся и в списках с более древних рукописей: тамо ся налѣзся моужь родомъ Половчинъ. По предположению А. А. Зализняка, второе ся (в постпозиции) объясняется ошибками поздних переписчиков. Так, во фразе и пакы како сѧ по нас ѭлась Русскаѭ земля всѧ в слове ѭлась соскоблены буквы сь, что говорит о том, что переписчик сам заметил свою ошибку.

## В современных славянских языках
В восточнославянских языках (русском, украинском и белорусском) ся перестало быть клитикой и превратилось в возвратный постфикс глагольных форм. Исключение составляют юго-западные диалекты украинского, в которых клитика с’а сохранила свободное положение относительно глагола: ја с’а весел’у и ја весел’ус’а. При этом в западно- и южнославянских  языках его аналоги существуют до настоящего момента и аналогично древнерусскому языку могут находиться как в препозиции, так и в постпозиции, например, польском (się), чешском (se), словацком (sa), болгарском (се — върни се «вернись», да се върна «чтобы вернуться») и сербском (се) языках. При этом в сербском языке относительно употребительна дистантная препозиция (энклитика не примыкает непосредственно к глаголу, а отделена от него одним или несколькими словами).